# Psapho

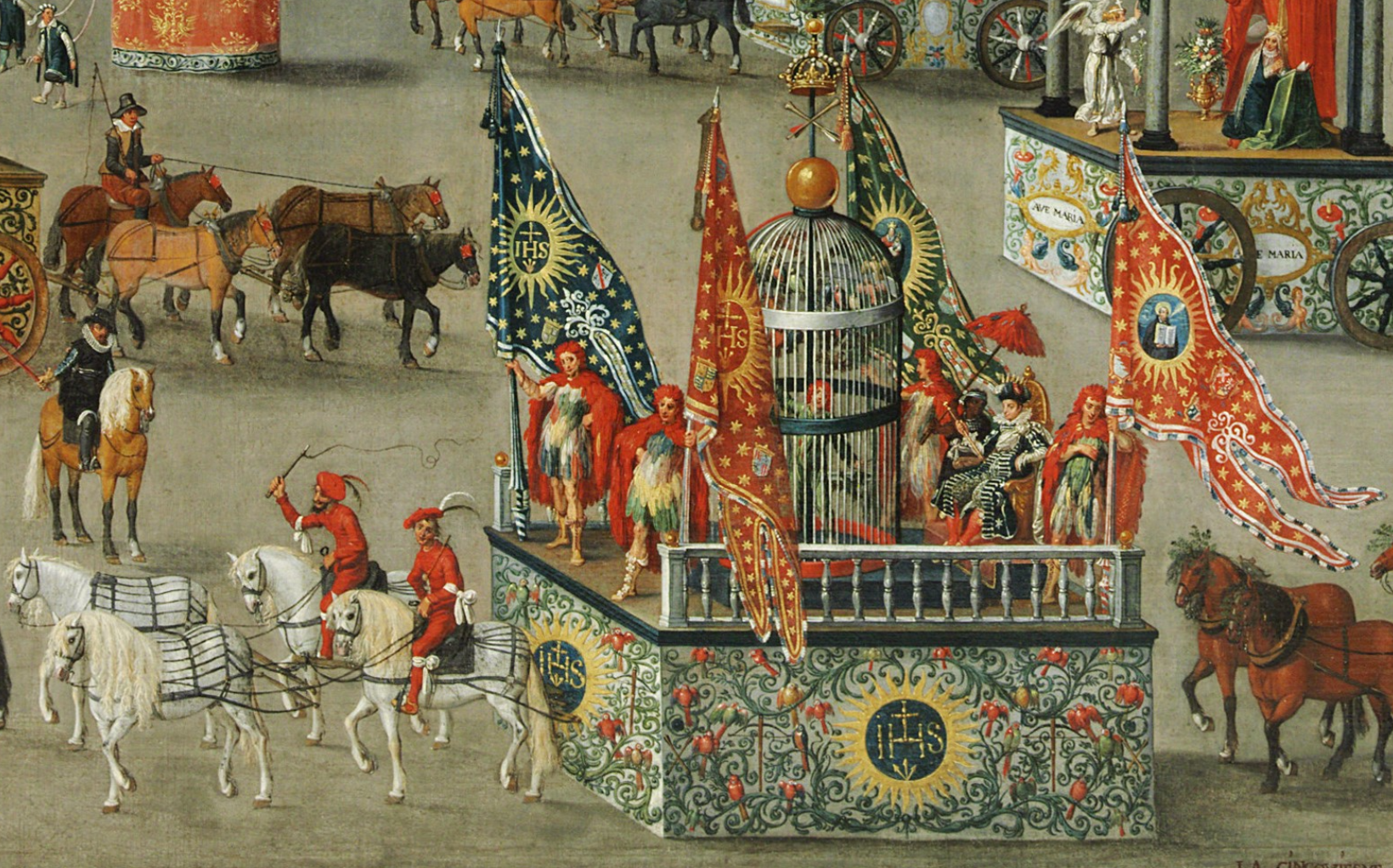
Evocatie van het verhaal van Psapho tijdens de Ommegang van 1615 in Brussel.

Psapho was een legendarische man uit Noord-Afrika. Volgens het 2e-eeuwse verhaal van Maximus van Tyrus was hij zo belust op roem dat hij vogels leerde om "Grote god Psapho" te zeggen (Μέγας
θεὸς Ψάφων), waarna hij ze losliet in alle windrichtingen. Onbekende volkeren hoorden het gezang en namen de voordien onbekende god op in hun pantheon.
De Latijnse uitdrukking psaphonis aves ('vogels van Psapho') ging duiden op mensen die op eender welke manier beroemd wilden worden. Onder meer Erasmus wijdde er een stukje aan in zijn Adagia.
Bij Aelianus is de naam van de man Anno. Een christelijke versie van het verhaal deed de ronde over Apsethus de Libiër (extra element: hij werd ontmaskerd en terechtgesteld).

## Voetnoten
1. ↑  Adagia, 1.2.100
2. ↑  Hippolytus, Refutatio omnium haeresium, VI, 3